# 亚布力事件
亚布力事件，也称毛振华事件、亚布力管委会控诉事件、亚布力雪地陈情事件等，指的是中诚信集团创始人、中国人民大学经济研究所所长毛振华在黑龙江省亚布力滑雪旅游度假区的雪地中陈情，并且拍摄成视频而流传至网络所引发商界、网友以至政府关注的舆论事件。
视频中，毛振华声称自己在亚布力“被欺负、被愚弄”，还称亚布力滑雪旅游度假区管理委员会（以下简称“亚布力管委会”）的到来带来了亚布力“最黑暗”的日子，并且指控亚布力管委会非法侵占土地，干扰企业正常经营活动等。视频发布后引发网络舆论热议，引起黑龙江省人民政府进入当地调查，并且得到全国范围内的广泛关注。

## 事件背景

### 当事人毛振华
亚布力中国企业家论坛理事，论坛的理事中知名的有刘永好、冯仑、丁立国等。

### 事发景区
建立于1974年，是中国最早的滑雪场之一。曾经举办多项国内乃至国际赛事，包括第5、7、10、11届全国冬季运动会，第3届亚洲冬季运动会等。而1996年建立的亚布力风车山庄是阳光度假村的前身，也是中国第一个商业性滑雪场，景区自2001年起每年举办中国企业家论坛的年会。

### 阳光度假村状况
1996年，时任中国国际期货公司董事长田源借鉴达沃斯的设施等，建立阳光度假村的前身——亚布力风车山庄，而风车山庄在当时是中国第一个商业性滑雪场，有力支持了哈尔滨亚洲冬季运动会，但项目因为10年间并未盈利，且投入巨大，存在财务压力。2007年，澳门赌王何鸿燊长子何猷龙收购阳光度假村以及其它多个滑雪场，并且成立了新濠中国度假村控股有限公司，意图抢占产业高地，但因为金融危机不了了之。而在2010年，中诚信收购了新濠中国49.3%的股权，从而取得滑雪场控制权。毛振华在成为亚布力阳光度假村董事长之后的2014年曾在视频中表示，自己在亚布力项目上仍在亏损。2018年1月2日，有知乎网友发帖，称自己为是阳光度假村和管委会两家单位前员工，并且透露中诚信的投资自2010年开始，总计2.9亿元现金，多数用于还债，少数用于装修。此外，单是滑雪场4亿的负债，就会产生每年200万的待支付利息。
于是在2016年，毛决定将这一资产还有其它一些资产转手卖给下家。2017年4月，毛振华控股的许多公司资产，被转让予债权方。但由于阳光度假村资产自从2014年起就被亚布力管委会占用与违规建设，债务重组推进遇到困难。

### 管委会与度假村之间积怨
亚布力管委会在2014年由省政府牵头成立，由黑龙江省森林工业总局局长兼任管委会主任，其前身是1997年2月成立的亚布力滑雪旅游度假区管理局。管委会既是企业又是政府机构，既是亚布力的管理者，又拥有自己的滑雪场，并且与阳光度假村形成竞争关系。毛振华在视频中所站的位置，即阳光度假村B区，就是管委会和阳光度假村的纠纷地块，其身边也有管委会的人，2014年管委会入驻亚布力伊始，便在此占用阳光度假村土地建设了雪具大厅。亚布力景区滑雪场，也因为管委会建立的“智慧营销系统”，成为黑龙江唯一不能由游客自主选择雪道的滑雪场；管理委员会作为后来的商业开发者，也因此总能得到过三成的收入，而阳光度假村最多仅能拿到二成。
有报道称，在事件发生前不久，因亚布力管委会频繁进行的各项检查，阳光度假村滑雪场与管委会的执法人员发生过冲突。

### 东北地区负面新闻
事件之前，东北地区已经爆出GDP造假、塌方式腐败等多宗负面新闻。与此同时，东北地区的三省（辽宁、吉林、黑龙江）的经济增长也位列全国末席。东北地区遭受到市场观念淡泊、国企改革迟滞、政府观念落后等诸多方面的批评。许多专家、地方政府乃至中央政府都认为，东北地区经济情况欠佳与当地不良的政商关系有关，因而亟需改善营商环境。

### 企业与地方政府矛盾
2017年，江西共青城的赛龙破产后，有媒体以破产事件指控共青城政府；无锡经济数字公布同时，网上传言其政府破产。有媒体认为包括此次亚布力事件在内的与地方政府相关的地域经济话题是企业家对地方政府的“集体控诉”，因此才得到广泛关注。

## 事件经过

### 雪地陈情事件
2017年12月31日，中共黑龍江省委書記张庆伟到访亚布力调研。2018年1月1日的《黑龙江日报》刊出前一日以此次调研为主题的文章。据该文章所述，12月31日当日，张庆伟参观了新亚布力滑雪场等处，在雪具大厅听取了景区规划与介绍，并且指出应当珍惜冰雪资源，提升开发质量，并且提出让森工总局在“政企分开中先行一步”，引入投资者，提升竞争力。
据中诚信集团品牌部相关负责人介绍，当日原本想与张庆伟见面陈情的毛振华并未见到张庆伟，故而不得不以“上访户”的形式反映情况。视频中，毛振华在雪地里对着摄像头，控诉亚布力管委会非法侵占23万平方米土地来招商、建设无用的三山联网、以各类检查干扰企业正常运行、以执法机构拦截旅行社使之不能来阳光度假村，并称度假村已经运行22年，而管委会“以为自己还在柴河”，到来后以政商优势打压民营企业，欺上瞒下。毛振华称自己对黑龙江有感情，8年来一年一亿地投资而无回报，对省委书记未能到访表达不满。视频的最后，自报名字与中诚信董事长、人民大学教授、亚布力阳光度假村的董事长三个身份。

### 视频公布并得到网络热议
1月2日早间，西藏德传投资管理有限公司董事长姜广策的认证微博发布毛振华控诉亚布力管委会的视频。姜广策告诉《每日经济新闻》，视频来自于朋友，应当属实，但也表示自己并未去过亚布力。视频得到吴亚军、潘石屹等商界大佬在微博以及微信朋友圈等处声援：吴亚军在微信朋友圈中称毛振华是“走投无路”；潘石屹则赞扬毛振华是“站在阳光下的企业家”，希望政府调查还一个公平的经商环境。
视频事件在网上得到热议，有网友表示对东北的官僚主义深有体会，也有人表示管委会的整人招数碰上毛振华的卦聊能力才能形成此事，各类观点，不一而足。由于亚布力事件与雪乡事件几乎在同一时间发生，两个事件也被认为反映了东北营商环境落后、亟待改革的现状。

### 官方调查与媒体探访
根据黑龙江省人民政府新闻办了解的消息，黑龙江省人民政府自1月2日上午了解到此次事件后，省委省政府环境发展改革办公室和省企投中心组成了调查小组，调查小组在下午已经抵达亚布力。经调查，亚布力滑雪旅游度假区管委会“非法侵占“确实存在，但是数字为12.6万平方米，而非毛振华所说的23万平方米。
1月4日有报道指出，有当地人称新亚布力滑雪场近700多平方米，即近三分之一用地原先为阳光度假村所有，属于非法占用，且两个雪场有重叠部分，极易引发冲突。阳光度假区地图中标示的B区入口的标识却是亚雪集团滑雪场（新亚布力滑雪场的别名）。游客表示被导游直接带入滑雪场，对阳光度假村并不清楚。无论是新亚布力滑雪场还是阳光度假村的滑雪场在本应是旺季的时节却游客寥寥。报道还称，在报道前几日，因频繁的检查，阳光度假村滑雪场与管委会的执法人员发生过冲突。
同日出炉的政府调查结果显示，除占用土地面积仅为12.6万平方米外、管委会1979年以来就存在以外，毛振华的指控基本属实，认定当地管委会缺乏法治，存在严重违纪违法，责令其道歉，处分负责人，由第三方机构评估并依法处置受侵占土地，且要求在全省推进林区体制改革。

### 毛振华本人回应与和解
1月6日，毛振华在新華社專訪時表示，省政府主要领导对这件事情的高度重视出乎意料，并且表示对繼續投资黑龙江很有信心。
2月28日，时隔近3个月，毛振华在亚布力中国企业家论坛上对事件作出正式回应，并未料想自己控诉视频在网上引起如此强烈的舆论反应，称事件给自己与其它多方面都造成了压力。论坛上，毛振华还感谢了黑龙江省政府，并且称省政府做了许多努力，但处理结果还有待落实，事件的局面实际上是“误会”，称“最终是为亚布力的发展”。会议期间，毛振华还称，自己还会追加对亚布力滑雪场的投资，并称当前的新型政商关系有助于企业发展，希望自己的“幼稚”得到原谅，不过他还称自己还是想当个老师。

## 事件影响
与该事件几乎同时发生的还有雪乡宰客事件，以及延续数年的獐子岛事件。前一个事件中，游客在东北地区遭受旅游欺诈，通过写作以及视频爆料的方式，激起网络舆论反应以及政府回应；后一个事件中，东北地区上市企业獐子岛集团在曝出巨额亏损、海产“异常”死亡事件以及股东在事件前“精准”减持后，中央电视台通过实地调查曝出当地监守自盗的可能，监管部门也介入事件中，警告企业负责人，调查此起事件。频频发生的东北地区的负面新闻加深了民众对东北地区的刻板印象，以至于形成了“投资不过山海关”“炒股不过山海关”“旅游不过山海关”等带有地域歧视的论调。
1月5日，国家发改委东北振兴司司长周建平回应此次事件和雪乡宰客事件时，表示事件仅为个案，不应该过度放大，但东北地区营商环境与发达省份差距确实存在。
2018年1月9日，国家旅游局在网站上发布《全国旅游资源规划开发质量评定委员会公告》中，原先在前一年12月29日发布的《关于推出10家国家级旅游度假区的公示》名单中，唯独亚布力滑雪旅游度假区没有入选通过。